# باول بروم
باول بروم (بالإنجليزية: Paul Broome)‏ هو لاعب كرة قدم أمريكي، ولد في 6 يونيو 1976 في دالاس في الولايات المتحدة. لعب مع ريال سالت ليك ولوس أنجلوس غلاكسي ونادي دالاس.

## وصلات خارجية
- باول بروم على موقع الدوري الأمريكي (الإنجليزية)
- باول بروم على موقع قاعدة بيانات كرة القدم.إي يو (الإنجليزية)